# 内蒙古自治区人民医院
内蒙古自治区人民医院 (英語：Inner Mongolia People's Hospital)，亦称内蒙古大学人民医院，是一所集医疗、科研、教学、预防、保健、康复为一体的大型综合三级甲等医院，位于中华人民共和国内蒙古自治区呼和浩特市赛罕区昭乌达路20号，占地面积31.35万平方米，拥有床位3000张，职工4255人。

## 相关事件
2024年，国家医疗保障局在飞行检查中发现，内蒙古自治区人民医院存在82项问题，违法违规金额3466.7万元，但该自查自纠退回医保基金金额为0（飞检结束2周后退回3.23万元），自查自纠严重不到位；并且部分问题此前已被检查指出，但未彻底整改，本次检查时仍大面积广泛存在，屡查屡犯。典型问题包括超标准收费、过度诊疗、分解收费等。